# استیون واناکر
استیون واناکر (انگلیسی: Steven Vanackere؛ زادهٔ ۴ فوریهٔ ۱۹۶۴) سیاست‌مدار اهل بلژیک است. وی از ۲۵ نوامبر ۲۰۰۹ – ۶ دسامبر ۲۰۱۱ وزیر امور خارجه بلژیک بود.